# 羽ばたけ楽天イーグルス
「羽ばたけ楽天イーグルス」（はばたけらくてんイーグルス）は、日本プロ野球のパシフィック・リーグに所属する東北楽天ゴールデンイーグルスの球団歌である。2005年（平成17年）に発表・制定された。作詞：藤巻浩・勝山聡・井岡美里、作曲・編曲：藤巻浩、歌唱は狗鷲合唱団。
ここでは、マキシシングル『東北楽天ゴールデンイーグルス球団歌』（TRGE-0001）に本曲と合わせて収録されている「Dangerous Fight!」（デンジャラスファイト）についても解説する。両曲とも、2009年（平成21年）にアップフロントワークスより発売されたアルバム『東北楽天ゴールデンイーグルス5周年記念特別盤 ソングス・オブ・楽天イーグルス』（2枚組、UFCW-1005〜1006）に収録されている。

## 解説
2004年（平成16年）のプロ野球再編問題を経て創設され、2005年シーズンより新規参入した楽天の球団歌。球団の公式サイトでは『東北楽天ゴールデンイーグルス球団歌』のシングルに収録されている「羽ばたけ楽天イーグルス」と「Dangerous Fight!」の両曲を共に「公式球団歌」としているが、パシフィック・リーグの開幕戦で演奏される代表曲は「羽ばたけ楽天イーグルス」の方である。
パ・リーグの球団歌としては、同年にオリックス・ブルーウェーブと大阪近鉄バファローズが合併して発足したオリックス・バファローズの球団歌「SKY」と並んで最も新しい。同年に発表された公式応援歌「THE マンパワー!!!」（モーニング娘。）は歌詞に東北地方を想起させるフレーズが皆無なことや「ものごっつい」と言う関西弁のフレーズが入っている点に批判があるのに対し、本曲では「杜の都」（宮城県）・「竜飛崎」（青森県）・「磐梯山」（福島県）・「さくらの果実」（山形県）・「銀河鉄道」（岩手県）・「泣ぐ子も黙る」（秋田県）といった東北地方6県の事物を歌詞に歌い上げている点が大きな特徴となっている。
2010年3月26日、楽天モバイルパーク宮城の最寄り駅であるJR東日本仙石線の宮城野原駅で発車メロディに使用されている。

### Dangerous Fight!
作詞・作曲：藤巻浩、歌はTOMMY（富永TOMMY弘明）。アニメソング風のアップテンポな曲調である。